# Lafoea regia
Lafoea regia is een hydroïdpoliep uit de familie Lafoeidae. De poliep komt uit het geslacht Lafoea. Lafoea regia werd in 1948 voor het eerst wetenschappelijk beschreven door Fraser. 